# 吴友胜
吴友胜（1983年—），安徽枞阳人，汉族，中华人民共和国政治人物、第十二届全国人民代表大会安徽地区代表。

## 生平
毕业于安徽财经大学计算机信息管理专业。2013年，被选为全国人大代表。2018年2月24日，当选为第十三届全国人大代表。